# شارکوی (توفان بی‌لی)
شارکوی (به ترکی استانبولی: Şarköy) یک منطقهٔ مسکونی در ترکیه است که در توفانبیلی واقع شده‌است.